# H-nap

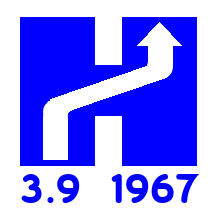
A H-nap logója

A H-nap (svédül: Dagen H) 1967. szeptember 3-a volt, e napnak reggelén tért át Svédország a jobb oldali közlekedésre. A H betű a Högertrafik (svéd: „jobb oldali forgalom”) szó rövidítése.
A jobbra tarts szabály bevezetésének két alapvető oka volt:
- Valamennyi szomszédos állam, köztük a közúti közlekedés által leginkább érintett Norvégia is a jobbra tarts szabályt alkalmazta.
- A svéd autók többsége már balkormányos volt. Ez számos frontális ütközéshez vezetett a kétsávos országutakon.

Az áttérés kezdettől fogva népszerűtlen volt a svédek körében. 1955-ben népszavazáson utasították el a jobb oldali közlekedésre való áttérést, a lakosság 83%-a a balra tarts megtartására szavazott. 1963-ban a svéd parlament létrehozta az Állami Jobbra Tarts Bizottságot. A bizottság feladata az volt, hogy a svédek körében egy négyéves program keretében népszerűsítse és elfogadtassa a jobbra tarts szabály bevezetését. A program saját emblémát kapott és emléktárgyakat is kibocsátottak.
A H-napot megelőzően valamennyi svéd jelzőlámpás kereszteződésnél felszerelték a jobb oldali közlekedéshez szükséges jelzőlámpákat és fekete műanyaggal vonták be őket. A H-nap hajnalán munkások ezrei szállták meg a svéd utakat, hogy az új rendszernek megfelelően megfordítsák a közlekedési táblákat és leszereljék a műanyag takarólapokat a jelzőlámpákról. Más brigádok az utak addig sárga színű felfestését változtatta fehérre.

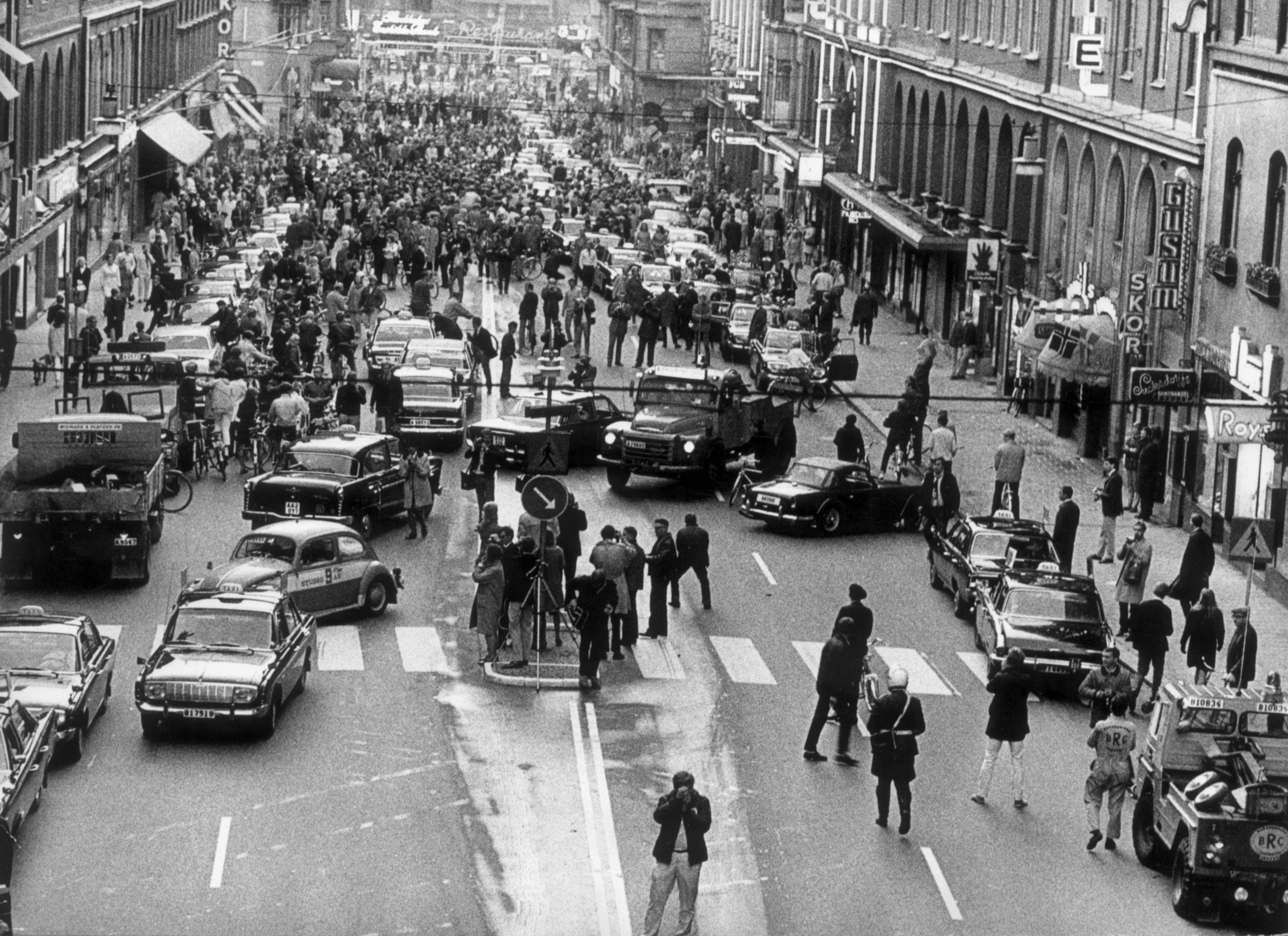
Egy stockholmi utca az átállás pillanatában

Szeptember 3-án 04:50-kor minden úton lévő járműnek meg kellett állnia. Öt perc várakozás után az autósoknak óvatosan át kellett hajtaniuk az úttest jobb oldalára. Újabb öt perc elteltével 05:00-kor már a jobbra tarts szabály alkalmazásával indulhattak újra útjukra a vezetők. A városokban ennél hosszabb átmeneti időt engedtek.
Külön problémát jelentett az egyirányú utcák rendszere és a tömegközlekedés átállítása. Stockholmban a villamosokat megszüntették és autóbuszokkal helyettesítették. Ezer jobb oldali ajtóval felszerelt buszt szereztek be és 8000-et alakítottak át kétoldali ajtóssá. Göteborg a régi buszokat Kenyába és Pakisztánba exportálta. Minden svéd autó fényszóróját át kellett alakítani. (A váltás népszerűtlenségének oka az is volt, hogy az állam ezt a költséget egyszerűen áthárította az autótulajdonosokra). 
A H-nap reggelén 125 baleset történt, szemben a megelőző hetek 130 és 198 közötti esetszámával. Ez azonban annak is betudható, hogy az idősebb polgárok aznap inkább lemondtak az autózásról, amíg az új szabályokat meg nem szokták. A közlekedési szakértők korábban azt állították, hogy a jobb oldali közlekedés csökkenti majd a balesetek számát. A közlekedési balesetek száma először valóban csökkent, de a H-nap utáni második évben elérte a korábbi szintet.

## Fordítás
- Ez a szócikk részben vagy egészben  a   Dagen H című angol Wikipédia-szócikk ezen változatának fordításán alapul.  Az eredeti cikk szerkesztőit annak laptörténete sorolja fel. Ez a jelzés csupán a megfogalmazás eredetét és a szerzői jogokat jelzi, nem szolgál a cikkben szereplő információk forrásmegjelöléseként.